# جويل لارسون
جويل لارسون (بالإنجليزية: Joel Larson)‏ هو طبال أمريكي، ولد في 29 أبريل 1947 في سان فرانسيسكو في الولايات المتحدة.

## وصلات خارجية
- جويل لارسون على موقع IMDb (الإنجليزية)
- جويل لارسون على موقع ميوزك برينز (الإنجليزية)
- جويل لارسون على موقع ديسكوغز (الإنجليزية)